# Frances C. Fairman
Frances Caroline "Fanny" Fairman (Lynsted, 1839-Londres, febrero de 1923) fue una pintora e ilustradora inglesa, conocida como "the Lady Landseer" por la calidad de sus obras. Viajó por Francia, Suiza y América (sobre todo por Florida, Brasil) para explorar sus paisajes.  Pintó en óleo y en acuarela varios cuadros caninos para la realeza y la aristocracia que le dieron cierto renombre. 
En París fue alumna de Louis Henri Deschamps (1846–1902), pasó casi toda su vida en Londres.  Fue miembro de la Society of Lady Artists y exhibió dos veces en la Royal Academy.